# Christian Lex

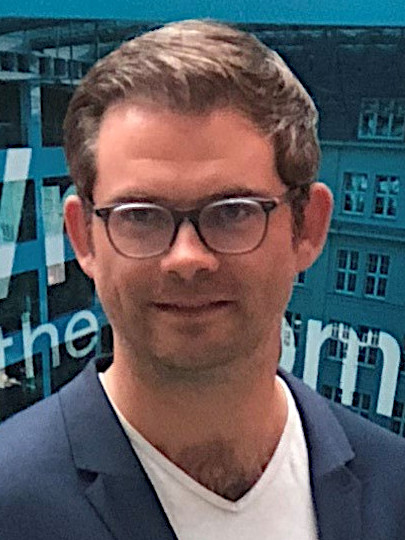
Christian Lex (2019)

Christian Lex (* 1977 in Eggenfelden) ist ein deutscher Drehbuchautor, Schauspieler und Regisseur.

## Leben
Lex wuchs in Niederbayern auf. 1994 trat er zum ersten Mal als Autor von Kurzgeschichten in Erscheinung. Nach diversen Tätigkeiten am Theater kam er zum Drehbuchschreiben und arbeitet seit 2004 als freier Autor und Schauspieler. 2007–2009 spielte er und schrieb er zusammen mit Luise Kinseher die Glosse Rösch&Fröhlich für das BR-Magazin La Vita. Im Sommer 2010 hatte im Lustspielhaus München die Operette Im weißen Rößl Premiere. Lex schrieb hier eine neue Bearbeitung, führte Regie und spielte den Sigismund Sülzheimer. Für seine Mitwirkung in Kohlhaas oder die Verhältnismäßigkeit der Mittel bekam er den Deutschen Schauspielerpreis in der Kategorie Bestes Ensemble. Auch der Film Eine unerhörte Frau wurde mehrfach preisgekrönt, unter anderem erhielt Lex dafür den Deutschen Fernsehpreis 2018 und den Grimmepreis 2018. Auch die Serie Oktoberfest 1900, für die er schrieb, wurde mit dem Deutschen Fernsehpreis ausgezeichnet.
Insgesamt schrieb er bislang über 40 Drehbücher für Film und Fernsehen, oft zusammen mit seiner Co-Autorin Angelika Schwarzhuber. Sein Genre streckt sich von Komödie über Krimi und Drama bis hin zu historischen Formaten.
Lex ist seit der Gründung fester Autor des Dreimonatsmagazins MUH.
Er ist Mitglied im Bundesverband Schauspiel (bffs) und geschäftsführender Vorstand im Deutschen Drehbuchverband (DDV).
Er gehörte zu den Erstunterzeichnern von Kontrakt 18.
Christian Lex ist der Bruder von Konrad Lex. Er lebt in Niederbayern und in München.

## Filmografie

### Drehbuch
- 2009: Der Komödienstadel – Glenn Miller & Sauschwanzl
- 2010: mit Angelika Schwarzhuber: Weißblaue Geschichten
- 2011: Der Komödienstadel – A Flascherl vom Glück
- 2011: mit Angelika Schwarzhuber: Weißblaue Geschichten
- 2012: Der Komödienstadel – Hummel im Himmel
- 2013–2014: 40-Willkommen zur Halbzeit, Kinofilm mit Angelika Schwarzhuber
- 2014: Paulas letzter Wille TV-Komödie, Regie: Matthias Kiefersauer
- 2015: Eine unerhörte Frau, Fernsehfilm mit Angelika Schwarzhuber, Regie: Hans Steinbichler, ZDF, arte
- 2015: Agent Alois, TV-Komödie, BR, Regie: Fabian Eder
- 2015: Skandal im Sperrbezirk, Kino, mit Angelika Schwarzhuber
- 2017: Ein Münchner im Himmel, Kino,
- 2018: Oktoberfest 1900, Serie, ARD, Headautor Christian Limmer
- 2019: Hochzeitsstrudel & Zwetschgenglück, ARD, mit Angelika Schwarzhuber
- 2019–2025: Watzmann ermittelt
- 2020: Die Luft zum Atmen
- 2022: Freunde sind mehr – Zur Feier des Tages
- 2022: Freunde sind mehr – Viergefühl
- 2025: Ein Münchner im Himmel (Kino)

### Darsteller (Auszug)

#### Kino
- 2010: Zwei Zimmer, Balkon (Kurzfilm)
- 2011: Drei Stunden
- 2012: Kohlhaas
- 2015: Oschen
- 2015: Der Bergdoktor (Fernsehserie, 1 Folge)
- 2016: Die letzte Sau
- 2016: Familie – Die Quittung kommt zum Schluss
- 2017: Hindafing
- 2017: Glück ist was für Weicheier
- 2017: Dahoam is Dahoam
- 2017: Bella Germania
- 2018: Das Ende der Wahrheit
- 2018: Glück ist was für Weicheier
- 2018: Frau. Mutter. Tier

#### Fernsehen
- 2009: Franzi (Fernsehserie, 1 Folge)
- 2009: Herbert & Schnipsi
- 2010: Um Himmels Willen
- 2011: Netto 9+
- 2013: Im Schleudergang
- 2014: Utta Danella – Lügen haben schöne Beine
- 2015: Lena Lorenz
- 2015: Der Bergdoktor
- 2017: Der Alte – Folge 404: Kein Entrinnen
- 2017: Hindafing
- 2017: Dahoam is Dahoam
- 2017: Bella Germania
- 2018: Soko Stuttgart
- 2018: Bozen-Krimi
- 2018: Inga Lindström – Das Geheimnis der Nordquists
- 2019: Hindafing
- 2019: Die Rosenheim-Cops
- 2019: Servus Baby
- 2019: Oktoberfest 1900
- 2020: Daheim in den Bergen
- 2020: Zimmer mit Stall
- 2022: Unterm Apfelbaum – Panta Rhei – Alles im Fluss
- 2023–2025: Karlsplatz

## Rundfunk
- Vanitas – Radio Tatort (BR) von Robert Hültner mit Brigitte Hobmeier, Florian Karlheim, Sigi Zimmerschied u. a.

## Theater
- 2010–2011: Im weißen Rößl – Lustspielhaus München, (Bearbeitung, Regie, Sigismund)
- 2011: Waterman – mit dem Ensemble Stückwerk, Regie Gabi Rothmüller
- 2011: Jennerwein – Regie: Mario Eick; (Rolle: Joseph Pföderl) Theater an der Rott
- 2012: Eisenstein – Regie: Christian Schneller (Rolle: Hans) Theater an der Rott
- 2014: Von der Unachtsamkeit der Liebe Regie: Michael Lerchenberg – Landestheater Niederbayern (Autor)[2][3]
- 2014–2015: Arbeitstitel Zenzi Regie: Julia Prechsl – Theaterakademie August Everding
- 2017–2018: Die Haltestelle; Regie und Buch: Stefan Kastner, Schwere Reiter München
- 2018: Immer nie am Meer (für Bühne: Bernd Steets); Regie: Franz Josef Strohmeier, Zentraltheater München
- 2025: Helmbrecht – Regie Moritz Katzmair, Freilichttheater zum 1000-jährigen Jubiläum der ersten urkundlichen Erwähnung der Stadt Burghausen[4]

## Veröffentlichungen
- 2013: Niederbayern, Ein ReiseLesebuch; Anthologie, edition lichtung, Viechtach 2013; Hubert Ettl (Hrsg.), ISBN 978-3-929517-51-4
- 2013: Stimmen Bayerns – Die Freiheit, CD-Compilation; Trikont, München 2013
- 2017: Heimat – ein Lichtung Lesebuch; Anthologie; edition Lichtung; ISBN 978-3-941306-71-4

## Auszeichnungen
- 2014: Deutscher Schauspielerpreis des BFFS in der Kategorie „Bestes Ensemble Kino/TV-Movie“ für Kohlhaas oder die Verhältnismäßigkeit der Mittel
- 2018: Deutscher Fernsehpreis für den besten Fernsehfilm: Eine unerhörte Frau
- 2018 Grimme-Preis 2018 für den besten Fernsehfilm: Eine unerhörte Frau
- 2021 Deutscher Fernsehpreis für den besten Mehrteiler: Oktoberfest 1900